# Ga PyeongtaekJije
Ga Pyeongtaek Jije (Tiếng Hàn: 평택지제역, Hanja: 平澤芝制驛) (Trước đây là ga Jije) là ga tàu điện ngầm của Tàu điện ngầm vùng thủ đô Seoul tuyến số 1 và ga tàu của Đường sắt cao tốc Suseo ở Jije-dong, Pyeongtaek-si, Gyeonggi-do. Nó phục vụ cho Tuyến Gyeongbu và Tàu điện ngầm Seoul tuyến 1. Vào thời điểm khai trương, đây là một nhà ga chỉ có tuyến đường sắt đô thị dừng lại, nhưng với việc xây dựng tuyến đường sắt cao tốc Suseo, nó đã trở thành một nhà ga trung chuyển nơi dừng lại của tuyến đường sắt đô thị và tuyến đường sắt cao tốc Suseo. Khi tuyến kết nối Jije giữa Ga PyeongtaekJije trên Đường sắt cao tốc Suseo và Ga Seojeongni trên Tuyến Gyeongbu hoàn thành, KTX từ Suwon cũng sẽ dừng trong tương lai. Một cửa hàng E-Mart lớn nằm rất gần nhà ga.

## Lịch sử
- 30 tháng 6 năm 2006: Ga Jije (芝制驛) được khai trương như một nhà ga đơn giản không có vị trí (Phòng vé Euljong)[2]
- 29 tháng 4 năm 2016: Công bố bảng cự ly cho tuyến cao tốc đô thị[3]
- 10 tháng 11 năm 2016: Thông báo rằng tên của tuyến tốc độ cao đô thị đã được đổi thành Đường sắt cao tốc Suseo–Pyeongtaek[4]
- 9 tháng 12 năm 2016: SRT bắt đầu với việc khai trương Đường sắt cao tốc Suseo
- 24 tháng 11 năm 2020: Sửa đổi tên ga thành Ga PyeongtaekJije[5]
- 1 tháng 3 năm 2023: Tên phụ thay đổi từ "Đại học Phúc lợi Hàn Quốc" thành "Đại học Quốc gia Hankyeong"

## Bố trí ga

### Tàu điện ngầm vùng thủ đô Seoul tuyến 1
| ↑ Seojeongni | Seojeongni ↓ |
| \|           | \| １        |
| ↑ Pyeongtaek | Pyeongtaek ↓ |

| 1 | ● Tuyến 1 | Địa phương | → Hướng đi Pyeongtaek · Cheonan · Asan · Sinchang → |
| 2 | ● Tuyến 1 | Địa phương | ← Hướng đi Seojeongni · Osan · Suwon · Guro         |

| Tuyến và hướng                             | Chuyển tuyến nhanh |
| ------------------------------------------ | ------------------ |
| Tuyến 1 (Hướng Đại học Kwangwoon, Suwon) → | 4-3, 7-2           |
| Tuyến 1 (Hướng Cheonan, Sinchang) →        | 4-3, 7-2           |

### Đường sắt cao tốc Suseo–Pyeongtaek
| ↑ Dongtan      |
| ２ \| １       |
| Cheonan–Asan ↓ |

| １ | Đường sắt cao tốc Gyeongbu | liên kết=Đường sắt cao tốc Suseo | → Hướng đi Daejeon · Dongdaegu · Busan →      |
| １ | Đường sắt cao tốc Honam    | liên kết=Đường sắt cao tốc Suseo | → Hướng đi Iksan · GwangjuSongjeong · Mokpo → |
| １ | Tuyến Gyeongjeon           | liên kết=Đường sắt cao tốc Suseo | → Hướng đi Dongdaegu · Masan · Jinju →        |
| １ | Tuyến Donghae              | liên kết=Đường sắt cao tốc Suseo | → Hướng đi Daejeon · Dongdaegu · Pohang →     |
| １ | Tuyến Jeolla               | liên kết=Đường sắt cao tốc Suseo | → Hướng đi Jeonju · Suncheon · Yeosu–EXPO →   |
| ２ | Đường sắt cao tốc Gyeongbu | liên kết=Đường sắt cao tốc Suseo | ← Hướng đi Dongtan · Suseo                    |
| ２ | Đường sắt cao tốc Honam    | liên kết=Đường sắt cao tốc Suseo | ← Hướng đi Dongtan · Suseo                    |
| ２ | Tuyến Gyeongjeon           | liên kết=Đường sắt cao tốc Suseo | ← Hướng đi Dongtan · Suseo                    |
| ２ | Tuyến Donghae              | liên kết=Đường sắt cao tốc Suseo | ← Hướng đi Dongtan · Suseo                    |
| ２ | Tuyến Jeolla               | liên kết=Đường sắt cao tốc Suseo | ← Hướng đi Dongtan · Suseo                    |

| Tuyến và hướng                | Chuyển tuyến nhanh |
| ----------------------------- | ------------------ |
| (Hướng Suseo) → Tuyến 1       | Toa 1 ~ Toa 4      |
| (Hướng Busan/Mokpo) → Tuyến 1 | Toa 1 ~ Toa 4      |

## Xung quanh nhà ga
- Khu công nghiệp Songtan
- Trụ sở chính của KG Mobility /Nhà máy Pyeongtaek
- Nhà máy Dược phẩm Kwangdong Pyeongtaek
- Chi nhánh E-Mart Pyeongtaek
- Chi nhánh Homeplus Songtan
- Cơ sở Pyeongtaek của Samsung Electronics
- Đại học Hankyung

## Hình ảnh
Tàu điện ngầm vùng thủ đô Seoul tuyến 1

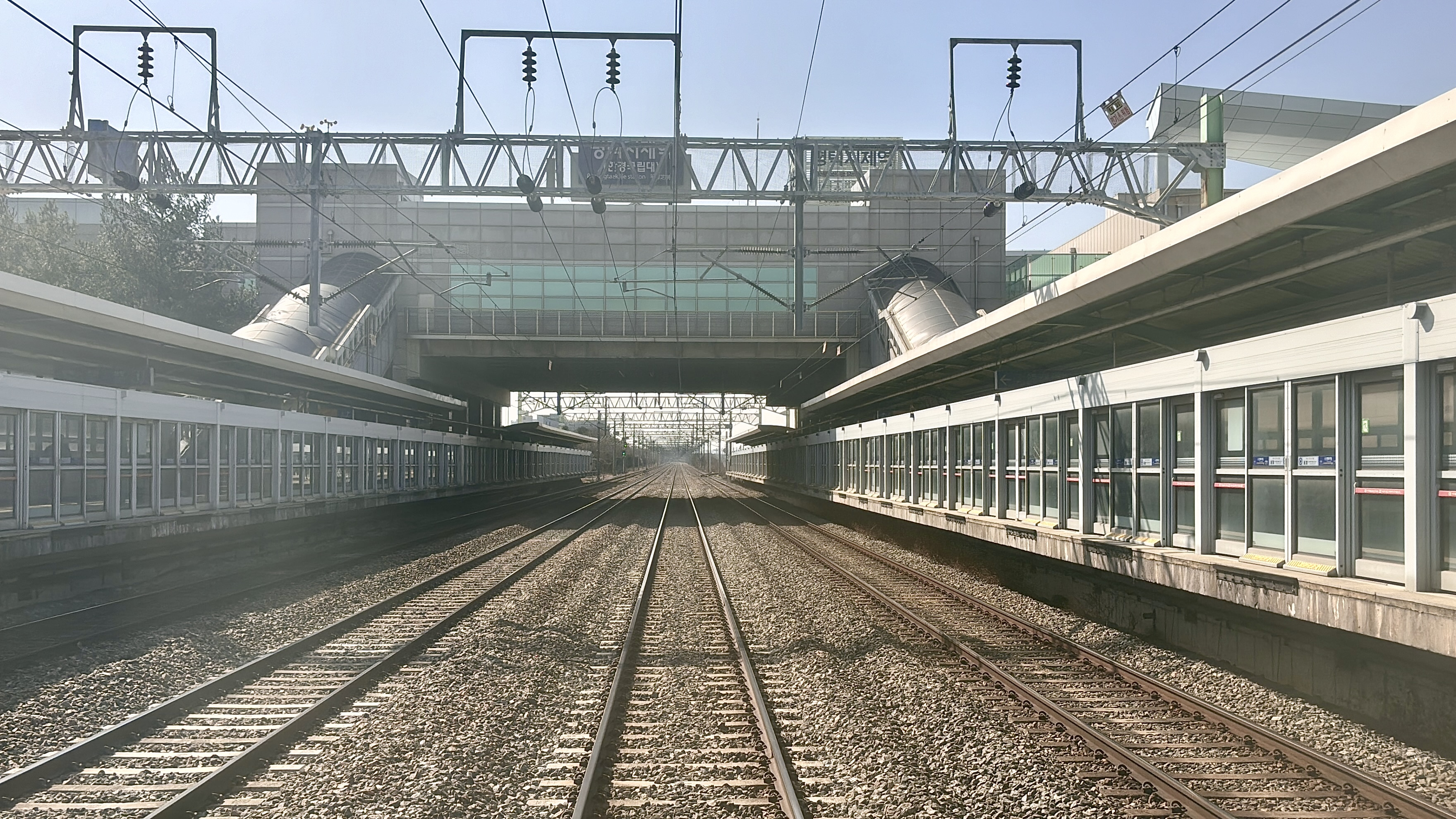
Sân ga
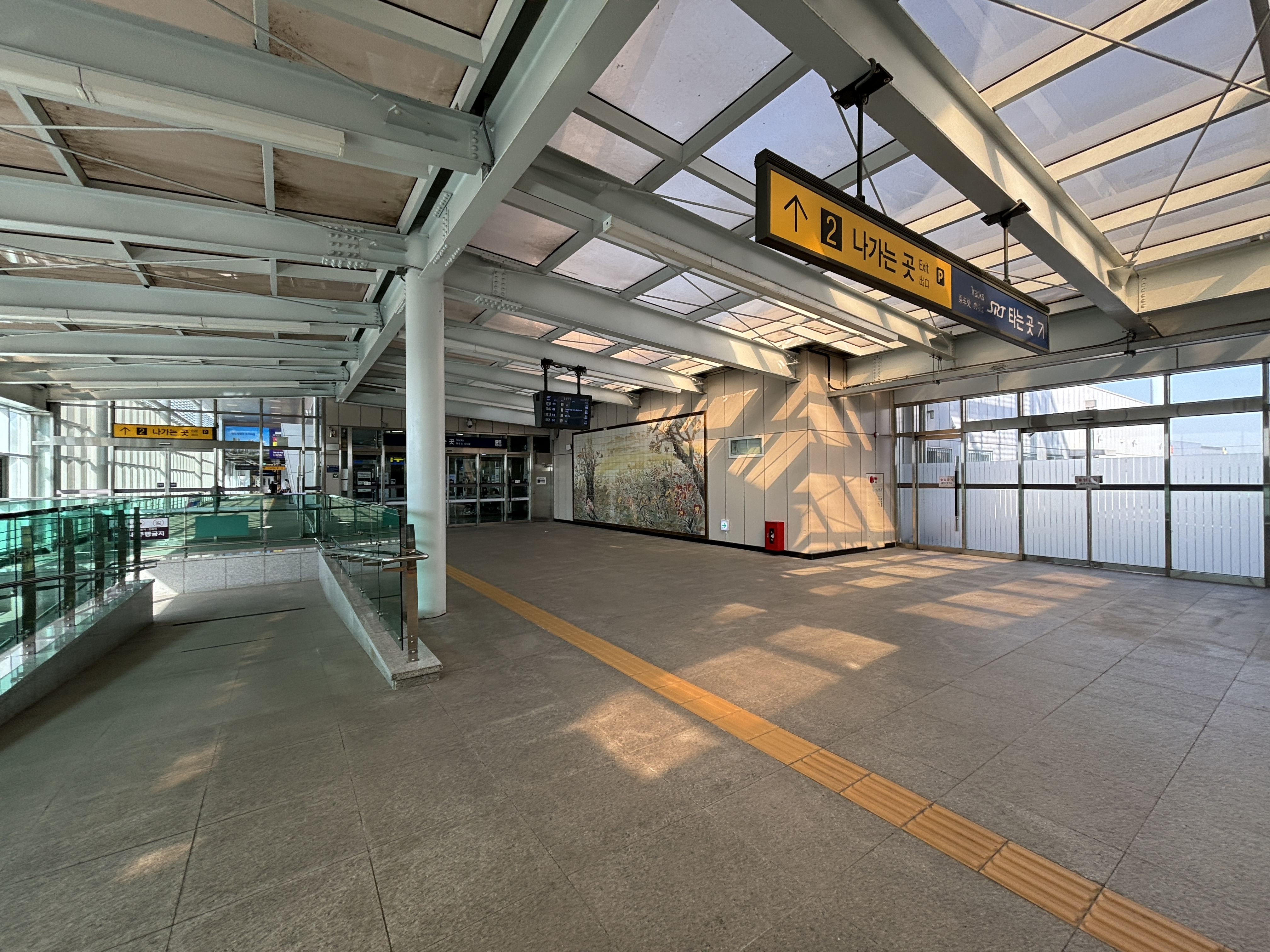
Lối đi liên kết
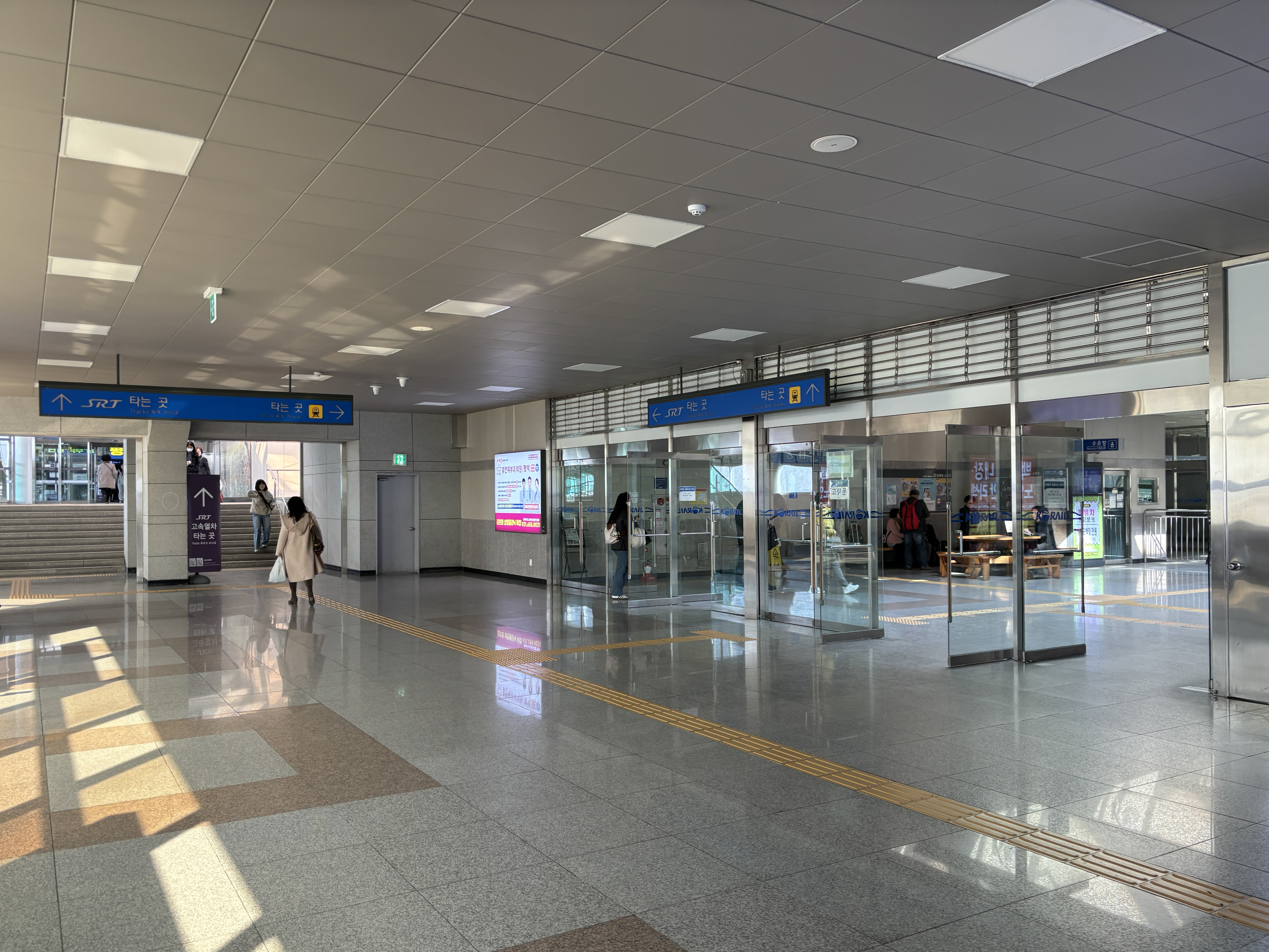
Lối vào tàu điện ngầm
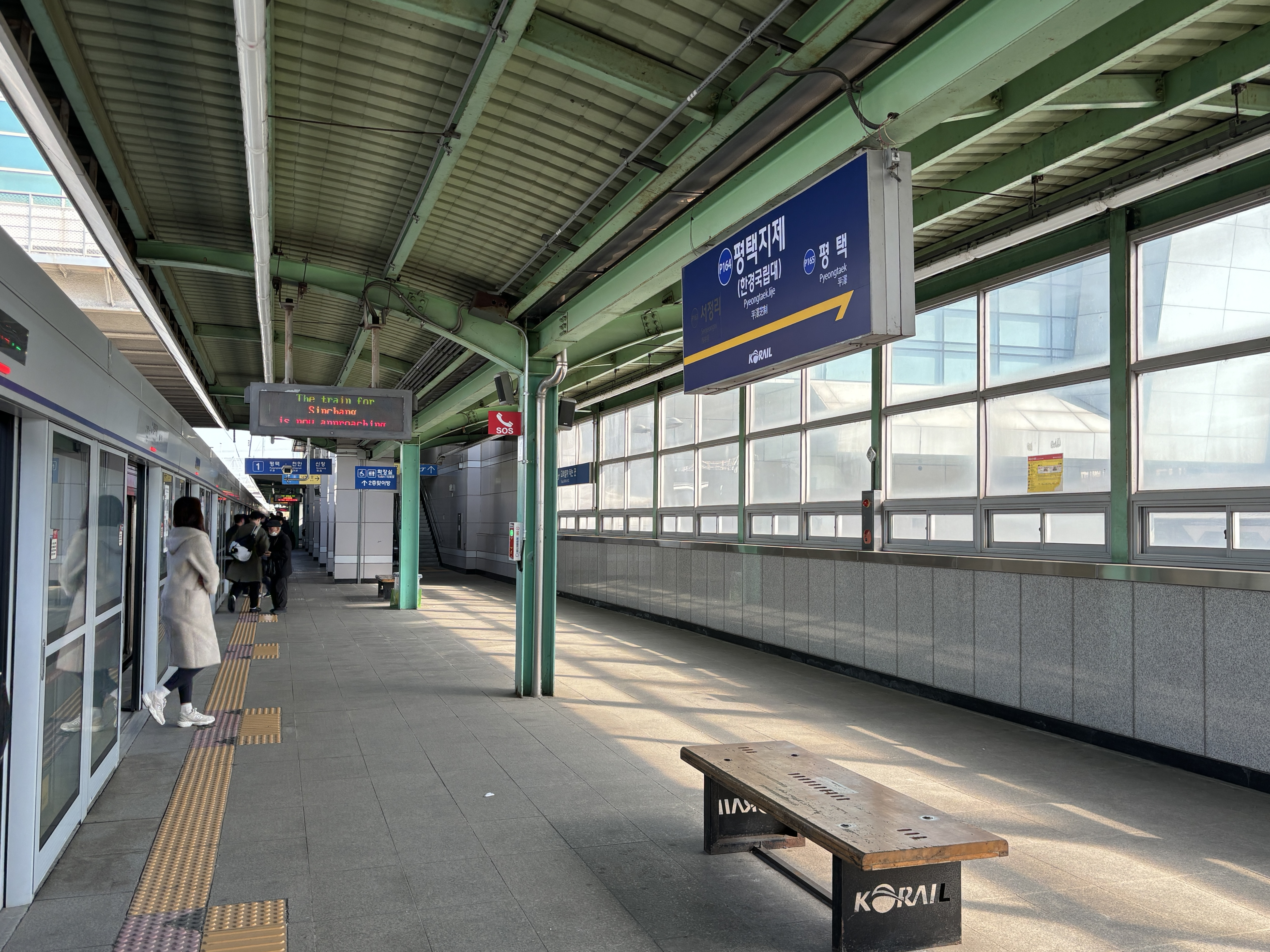
Sân ga

Đường sắt Suseo–Pyeongtaek

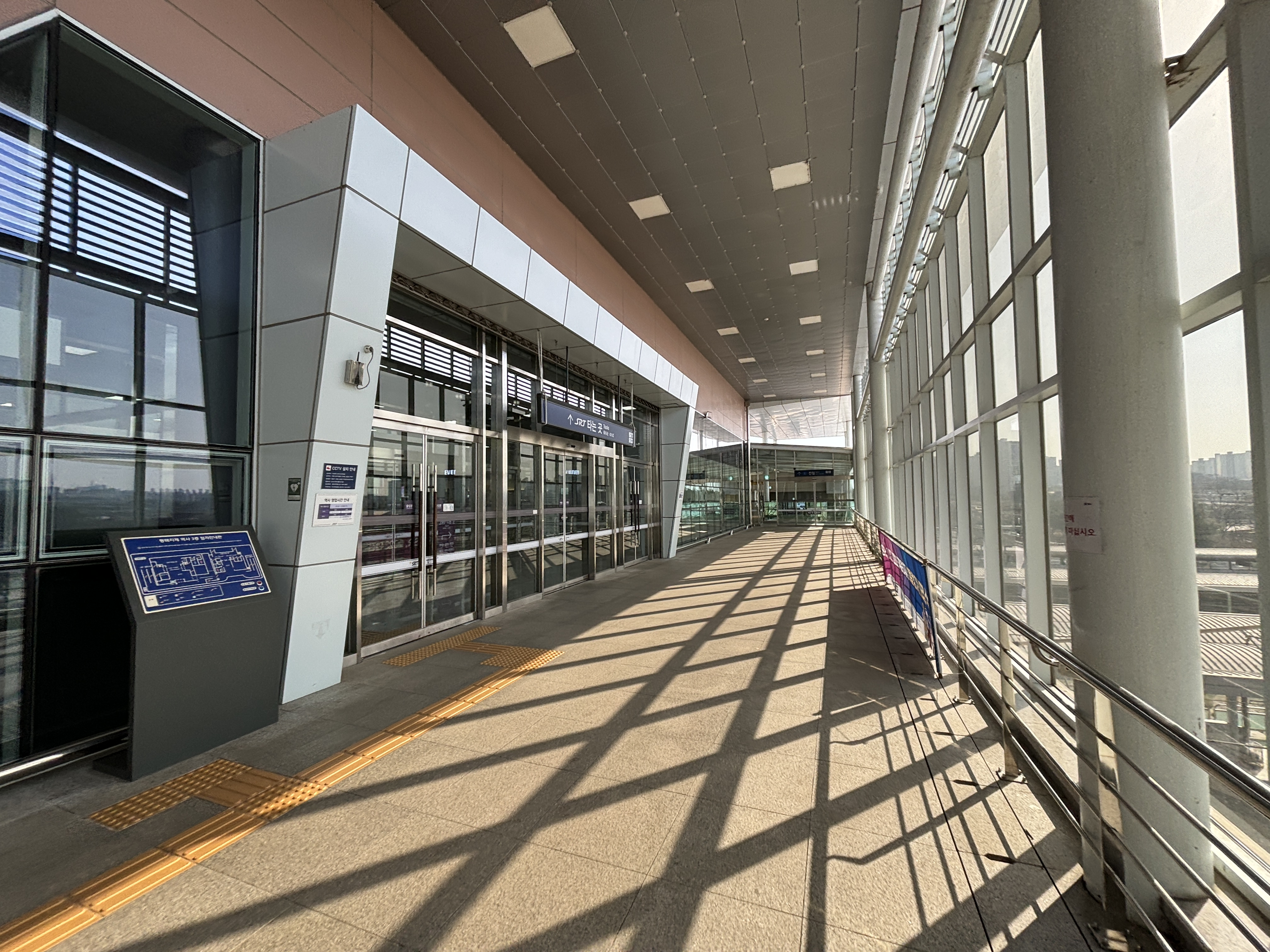
Lối vào SRT
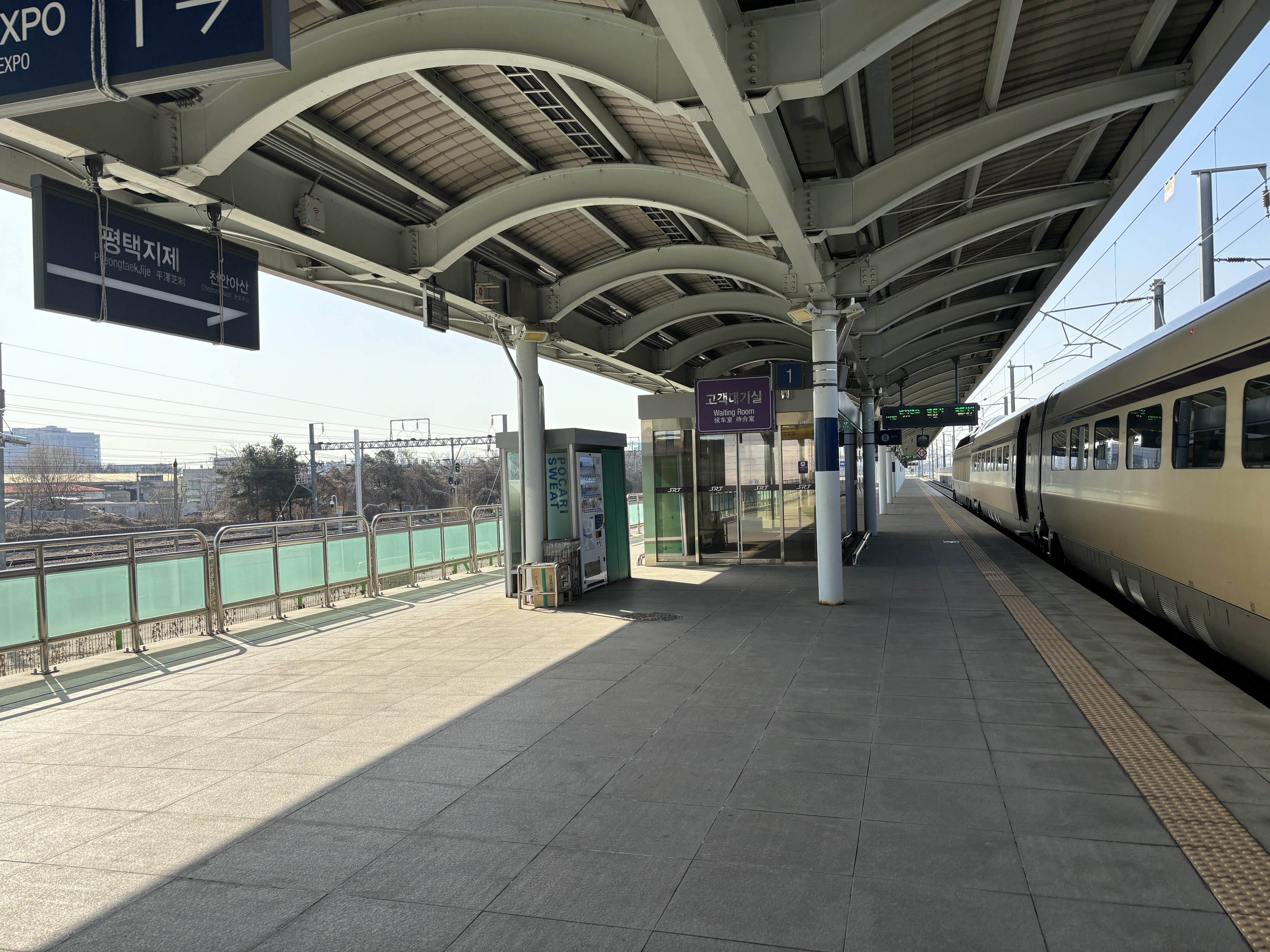
Sân ga SRT
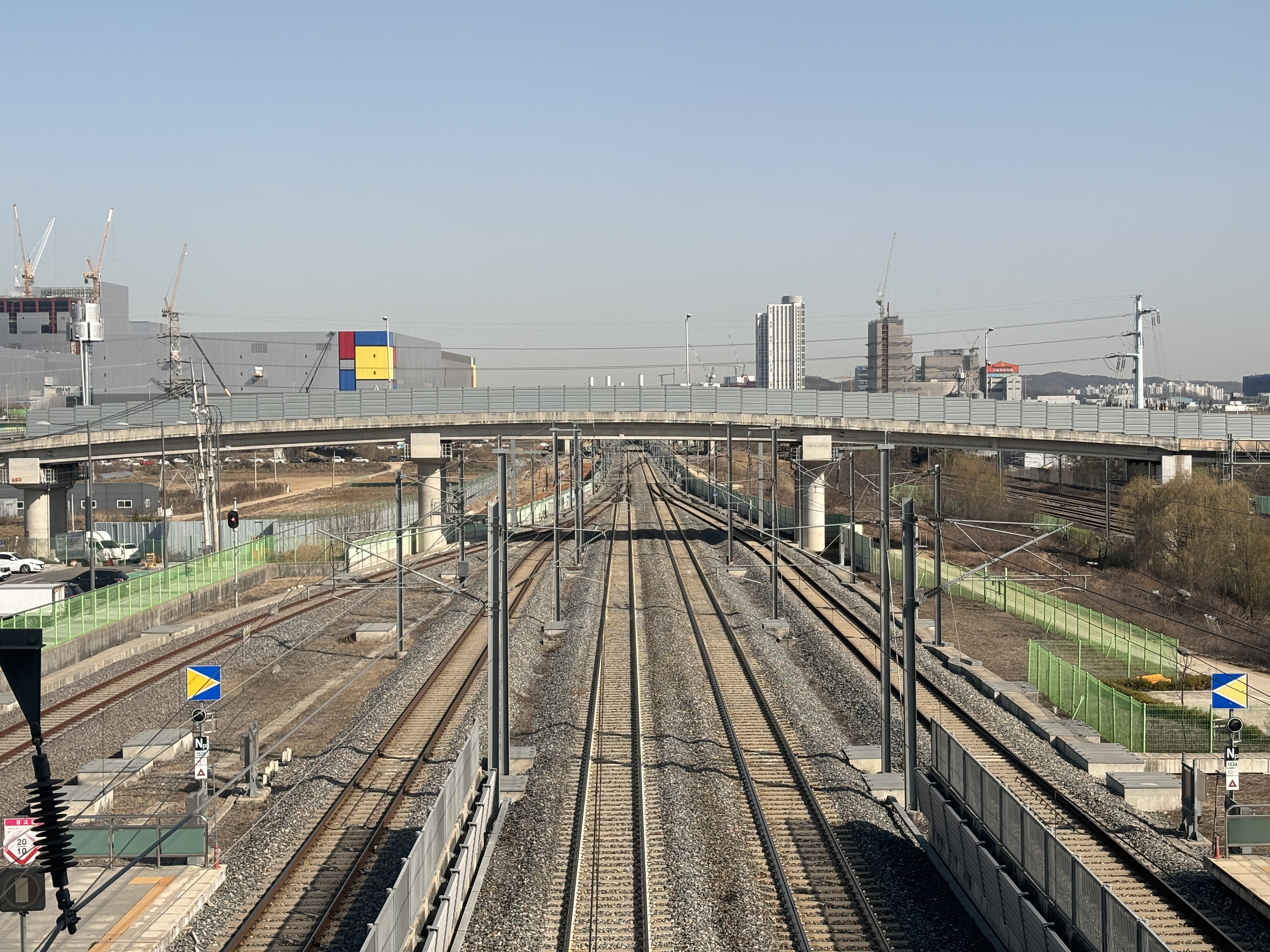
Sân ga SRT